# Життя інших
«Життя інших» (нім. Das Leben der Anderen) — німецький фільм-драма, дебют сценариста і кінорежисера Флоріана Генкеля фон Доннерсмарка. Володар премії «Оскар» 2007 року в номінації «Найкращий фільм іноземною мовою». На 1 березня 2024 року фільм займав 61-шу позицію у списку 250 кращих фільмів за версією IMDb.
Дія фільму відбувається у Східному Берліні у листопаді 1984 року — за 5 років до падіння Берлінської стіни. Агент Штазі капітан Герд Візлер, відданий соціалістичним ідеалам висококласний спеціаліст, сподівається піднятися службовою драбиною, збираючи докази проти драматурга Георга Драймана і його подруги — знаменитої театральної актриси Крісті-Марії Зіланд. Несподівано занурення у світ об'єкта спостереження змінює і його самого. Занурення в життя інших — в любов, літературу, свободу думки і слова — приводить Візлера до усвідомлення мізерності його власного існування і відкриває йому абсолютно новий спосіб життя, протистояти якому стає все складніше.

## Сюжет
Східний Берлін, 1984 рік. Співробітник Штазі капітан Герд Віслер отримує завдання стежити за драматургом Георгом Драйманом та його подругою, відомою акторкою Крістою-Марією Зіланд. Драйман підозрюється в жалю до капіталістичного режиму Західної Німеччини.
Спочатку Віслер справно несе свою службу і повідомляє начальству про всі дії підозрюваного, але поступово він починає приховувати інформацію, яку отримує під час прослуховування квартири, починає співчувати Драйману. Після самогубства свого близького друга, талановитого режисера Альберта Єрска, який останні 7 років був позбавлений права на професію, Драйман вирішує написати статтю про самогубства в НДР, у якій використовує статистичні дані, що приховуються від широких мас про те, що НДР знаходиться на другому місці в Європі, за кількістю самогубств (після Угорщини). Віслер, знаючи про це, не розкриває драматурга. Статтю опубліковує західнонімецький журнал «Шпігель», і вона розпалює скандал. Підозри в авторстві падають на Драймана, але Віслер намагається вигороджувати його.
Міністр культури НДР Бруно Хемпф, який замовив стеження, свариться зі своєю коханкою (і співмешканкою Драймана) Крістою-Марією Зіланд (вона вирішила відкинути Хемпфа і залишитися тільки з Драйманом) і наказує заарештувати її за зберігання та вживання наркотиків. У Штазі її допит доручають Віслеру (щоб він зміг реабілітуватися). Він умовляє її стати позаштатним агентом і видати, де Драйман ховає друкарську машинку, на якій він написав статтю про самогубства, тому що по машинці й наявному спецслужби оригіналу статті можна встановити його авторство. Коли співробітники Штазі знову приходять до драматурга з обшуком, вони не виявляють машинку в схованці, бо її вже встиг винести Віслер, що пробрався всього за кілька хвилин до цього в квартиру і схованку. Кріста-Марія, яка була при обшуку, не витримує напруги і, вважаючи, що Георга через неї заарештують, вибігає з квартири, потрапляє під автомобіль і гине. Оскільки доказів не виявлено, а єдиний свідок загинув, справа проти Драймана закривається. Але безпосередній начальник Віслера, зустрівши його біля квартири Драймана перед обшуком, розуміє, що той пов'язаний із цим і якимось чином дуже спритно приховав докази так, що нічого довести неможливо, і тому карає його тим, що відправляє служити поштовим цензором без можливості кар'єрного зростання, що рівносильне засланню.
1989 рік. Поштовий цензор Герд Віслер, розкриваючи черговий лист для перевірки, дізнається про новину про падіння Берлінської стіни, що передається по радіо, і разом з іншими цензорами припиняє роботу і йде з робочого місця. Об'єднаній Німеччині їхня служба не потрібна.
1991 рік. Георг Драйман присутній на прем'єрі нової версії спектаклю за його п'єсою. Не додивившись до кінця, він виходить із зали, не витримуючи спогадів про Крісту-Марію, яка грала колись у цій п'єсі головну роль. Вийшовши із зали, він зустрічає колишнього міністра Бруно Хемпфа, якого теж мучать спогади про Крісту-Марію. Хемпф розмовляє з драматургом про те, що той нічого не написав після об'єднання Німеччини, даючи зрозуміти, що на його переконання Драйман потребував тоталітарного режиму, щоб черпати натхнення в протистоянні йому, а також дає зрозуміти, що Кріста була його коханкою. Драйман вимовляє фразу про те, що не розуміє, чому за ним не стежили і дали опублікувати статтю, на що колишній міністр йому відповідає, що стеження велося і Драйман може переконатися у наявності жучків у своїй квартирі. Прийшовши до себе, драматург виявляє, що його квартира буквально напхана пристроями, що прослуховують. Потім Драйман відвідує архіви Штазі, що перебувають у вільному доступі, де знайомиться зі своєю «справою». Читаючи матеріали прослуховування, він виявляє, що там немає жодного слова про його наміри. Після цього, переглядаючи справу Крісти-Марії, він бачить, що в день загибелі вона була завербована, і, зіставляючи факти, розуміє, що його врятував від арешту агент, який йшов за ним. Він знаходить Віслера, який працює на той час простим листоношею, але не наважується заговорити з ним.
1993 рік. Листоноша Герд Віслер, розносячи газети, проходить повз вітрину, на якій зображено рекламу нової книги Драймана, першої за багато років. Він заходить у книгарню і бере книгу, яка називається «Соната про хорошу людину» (так називалася п'єса, яку грав на фортепіано Драйман у день, коли він дізнався про смерть Єрська). Починається книга з посвяти «хорошій людині» Віслеру, який фігурує під своїм позивним HGW XX/7 у протоколах. Герд Віслер купує книгу, і на запитання продавця, чи варто загортати її в подарункову упаковку, відповідає: «Ні. Це для мене».

## У ролях
- Ульріх Мюе — капітан Ґерд Візлер
- Мартіна Ґедек — Хріста-Марія Зіланд
- Севастіан Кох — Ґеорґ Дрейман
- Ульріх Тукур — підполковник Антон Ґрубіц
- Томас Тіме — міністр Бруно Гемпф
- Ганс-Уве Бауер — Пауль Гаузер
- Фолькмар Кляйнерт — Альберт Єрска
- Матіас Бреннер — Карл Вальнер

## Виробництво фільму

### Передісторія, ідея фільму й підготовка до знімання
Батьки Флоріана Генкеля фон Доннерсмарка обидвоє були зі Східної Німеччини (спочатку вони були з дальшого сходу; фон Доннерсмарки належали до сілезької знаті, але після Другої світової війни цей регіон був переданий Польщі з Німеччини). Він говорив, що під час візитів туди в дитинстві до падіння Берлінської стіни він відчув страх, який вони відчували як піддані держави.
За його словами, ідея фільму виникла в нього, коли він намагався придумати сценарій для кінокласу. Він слухав музику і згадав висловлювання Максима Горького, що улюбленим музичним твором Леніна була «Апассіоната» Бетховена.
Хоча початкова сцена розгортається у в'язниці Геншонгаузен (яка зараз є місцем меморіалу, присвяченого жертвам гніту Штазі), фільм не вдалося зняти там, оскільки Губертус Кнабе, директор меморіалу, відмовився дати дозвіл Доннерсмарку. Кнабе заперечував проти «перетворення з Штазі на героя» і намагався переконати Доннерсмарка змінити фільм. Доннерсмарк навів «Список Шиндлера» як приклад можливого такого розвитку сюжету. Відповідь Кнабе: «Але це саме різниця. Був Шиндлер. Не було Віслера».
Доннерсмарк об'єднався з оператором Гаґеном Богданським, щоб оживити історію. Описуючи своє натхнення для створення брехтівської сірої кольорової палітри фільму, кінооператор Богданський згадує вулиці Східного Берліна того періоду: «Вони були дуже темні. Усе відбувалося всередині, наодинці».

### Саундтрек
Офіційний склад саундтреку було презентовано 5 лютого 2007 року. Всі композиції виконує Празький філармонічний оркестр, диригент — Адам Клеменс.
Композиторами фільму виступили Габрієль Яред і Стефан Муша, які раніше не були знайомі з режисером. Тім Кларк, оглядач сайту soundtrack.ru, помітив у музиці відмінний стиль Яреда — делікатні інструментальні вставки й розкішні мелодії.
| №  | Назва                           | Тривалість |
| -- | ------------------------------- | ---------- |
| 1. | «Die unsichtbare Front»         | 2:41       |
| 2. | «HGW XX/7»                      | 5:33       |
| 3. | «Linienstraße»                  | 2:49       |
| 4. | «Der Verrat»                    | 2:06       |
| 5. | «Das Leben der Anderen»         | 5:14       |
| 6. | «Die Sonate vom Guten Menschen» | 1:41       |
| 7. | «IM „Martha“»                   | 4:21       |
| 8. | «Gesichter der Liebe»           | 3:31       |
| 9. | «Georg Dreyman, der Dichter»    | 1:27       |

## Нагороди і номінації
Загалом фільм отримав 62 нагороди на 21 номінацію, зокрема:
- 2007 — премія «Оскар» за найкращий фільм іноземною мовою
- 2007 — премія «Сезар» за найкращий фільм іноземною мовою
- 2008 — премія BAFTA найкращий фільм іноземною мовою
- 2007 — премія «Незалежний дух» найкращий фільм іноземною мовою
- 2007 — номінація на премію «Золотий глобус» як найкращий фільм іноземною мовою
- 2006 — премія «Фелікс» за найкращий фільм, найкращий сценарій та найкращого актора

## Додаткові факти
- У 2006 році фільм встановив рекорд, який тримається досі, за найбільшою кількістю номінацій (одинадцять) на головну німецьку кінопремію German Film Awards.
- Всі використані в «Життя інших» пристрої для підслуховування та запису інформації були справжнім інвентарем таємної поліції «Штазі», отриманим на час з музеїв і від приватних колекціонерів.
- Режисер Флоріан Генкель фон Доннерсмарк витратив цілий місяць на переклад сценарію майбутньої картини французькою мовою і відіслав його композитору Габрієлю Яреду з тим, щоб заручитися його згодою на участь у проєкті. Для сцени, коли Дрейман грає на піаніно композицію «Sonata for a Good Man», він попросив написати настільки сильну музику, що вона б за дві хвилини змусила Гітлера відвернутися від усіх жорстокостей і звірств, пізніше скоєних ним. Ця ключова сцена була визначальною ідеєю, навколо якої потім був побудований весь сценарій.
- Обкладинка неіснуючого номера німецького журналу «Шпіґель» зі статтею Дреймана була розроблена видавцями спеціально для використання у фільмі.